# Louis Hunkanrin
 (septembre 2019).
Si vous disposez d'ouvrages ou d'articles de référence ou si vous connaissez des sites web de qualité traitant du thème abordé ici, merci de compléter l'article en donnant les références utiles à sa vérifiabilité et en les liant à la section « Notes et références ».
Louis Hunkanrin est un homme politique béninois, né en décembre 1886 et mort en mai 1964.

## Biographie
Originaire du Dahomey (actuel Bénin), Louis Hunkanrin (1886-1964) fait partie, en 1903, de la première promotion de l’École normale William-Ponty, à Saint-Louis au Sénégal, dont il sort diplômé en 1907.
Révoqué de l’enseignement en 1910, il est condamné à deux reprises pour ses activités journalistiques (1911 et 1912) et placé en résidence obligatoire à Dakar. Il devient journaliste, collaborant régulièrement à La Dépêche coloniale et, surtout, à La Démocratie du Sénégal de Blaise Diagne dont il devient l’un des proches.

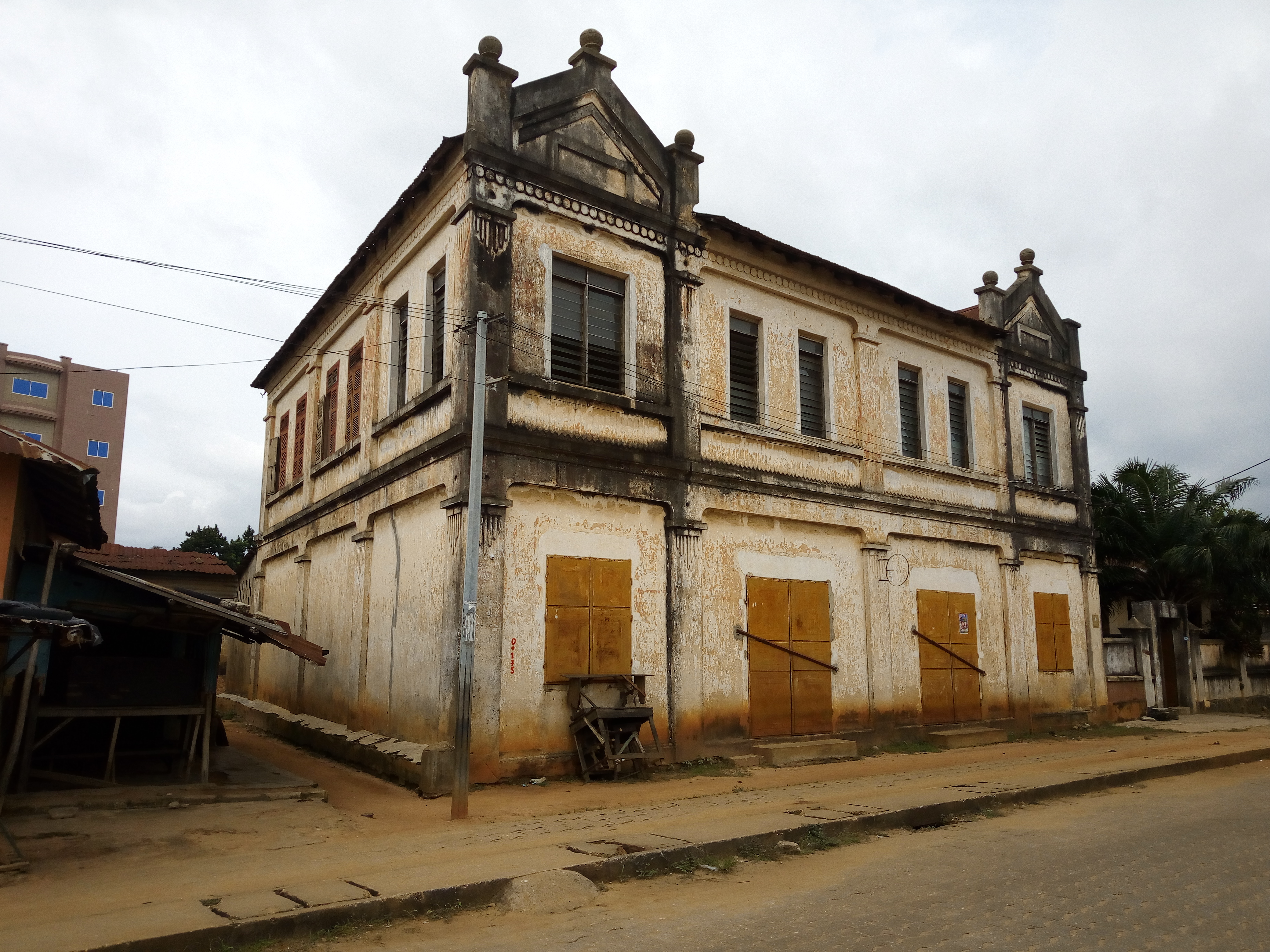
Vue de profil de la résidence de feu Louis Hounkanrin à Porto-Novo.

En 1914, Louis Hunkanrin revient au Dahomey où il fonde une section de la Ligue des droits de l’homme, mais il est de nouveau condamné à de la prison pour ses écrits dakarois. Toutefois, à la demande de Blaise Diagne, il se fait l’avocat d’une participation effective du Dahomey à la première guerre mondiale.
Poursuivant son action militante, il participe à la rédaction du Récadère de Béhanzin (1917), puis s’installe à Paris où il fonde Le Messager dahoméen (1920) avec l’avocat antillais Max Clainville-Bloncourt (qui anime à partir de 1922 l’organe de presse de l’Union intercoloniale, Le Paria, fondé par Nguyên Ai Quôc, le futur Hô Chi Minh).
La participation active de Louis Hunkanrin aux événements de Porto-Novo de février 1923 le fait qualifier de meneur rebelle auprès de l’administration coloniale française qui le condamne à dix ans d’internement administratif en Mauritanie. De retour au Dahomey, il écrit dans La Voix du Dahomey et est condamné à une amende à l’issue du procès contre le journal en mai 1936.
En 1940, il est déporté au Soudan français (actuel Mali) pour « gaullisme ». Après-guerre, Louis Hunkanrin ne participe pas à la vie politique dahoméenne de l'après Seconde Guerre mondiale, bien que son fils Gutenberg dirige brièvement (1948-1950) la section dahoméenne du Rassemblement démocratique africain (RDA).
À la mort de Louis Hunkanrin en 1964, le jeune État dahoméen consacre des obsèques nationales à celui qui est considéré comme le « père du mouvement national dahoméen ».

## Distinctions
- Chevalier de l’ordre national du Dahomey (1960)[1].
- Grand officier de l’ordre national du Dahomey, à titre posthume (1964)[1].